# Дагањ
Дагањ је опустјело мјесто у општини Калиновик, Република Српска, БиХ. Према попису становништва из 2013. у насељу није било становника.

## Географија
Налази се на 920-1.100 метара надморске висине, површине 5,31 км2 , удаљено око 11 км од општинског центра. Припада мјесној заједници Калиновик. Разбијеног је типа, а засеоци су: Ахчићи, Дагањ и Росуље. Смјештено је на брдовитом терену. Кроз атар протиче рјечица Завала, на којој су породице Мелез и Рудан некада имале своје воденице. Село, које је скоро са свих страна окружено шумом, погодно је за сточарство, лов и узгој воћа. Обрадиве земље и ливада има само око кућа. Ђаци су основну школу похађали у оближњем селу Кутине, а школовање настављали у Калиновику и Сарајеву. Муслиманско Мелезово гробље је у засеоку Дагањ, а православно Руданово гробље на узвишењу Бошковић. Најближа црква је у Калиновику, а џамија у Хотовљу. Село је електрифицирано 1971, а становништво се водом снабдијевало са Дагањске чесме. Од 1990. село је прикључено на водовод Врховина-Калиновик.

## Становништво
Дагањ је 1879. имао 20 домаћинстава и 162 становника (муслимана); 1910. - 43 становника; 1948. - 55; 1971. - 46; 1991. - пет (четири Муслимана и један Југословен); 2013. - није било становника.
Од 1992. село нема сталних становника. Муслиманске породице Велић и Мелез живјеле су у засеоку Дагањ, а Хаџић у Ахчићима. У засеоку
Росуље живјела је породица Рудан (крсна слава Ђурђевдан). Рудани су Хумљаци, поријеклом из села Банчићи (Љубиње). Љети су доводили стоку на испашу и настанили се у овом селу. Расељавање је почело седамдесетих година 20. вијека вијека. Послије Одбрамбено-отаџбинског рата 1992-1995. обновљене су четири куће,
у којима мјештани бораве повремено, углавном љети. У Другом свјетском рату погинуо је један борац Народноослободилачке војске Југославије и један припадник оружаних формација Независне Државе Хрватске.
| Демографија | Демографија | Демографија |
| Година      | Становника  | Становника  |
| ----------- | ----------- | ----------- |
| 1879.       | 162         |             |
| 1910.       | 43          |             |
| 1948.       | 55          |             |
| 1961.       | 51          |             |
| 1971.       | 46          |             |
| 1981.       | 23          |             |
| 1991.       | 5           |             |
| 2013.       | 0           |             |